# Славното момче
„Славното момче“ е български телевизионен игрален филм (детски, семеен) от 1974 година на режисьора Благой Стратев по сценарий на Анастас Павлов. Оператор е Христо Вълев. Музиката във филма е композирана от Димитър Куситасев. Художник е Димитър Ахчийски. Филмът е сниман в София.

## Сюжет
Хлапета от столичен квартал прекарват безгрижно ваканцията си в игри и забавления с изключение на Пламен, който е задължен да се упражнява непрекъснато в усвояването на цигулката... Той измисля план, като записва на магнетофон изпълненията си, за да заблуди баба си, а в същото време отива на площадката, където се провеждат организираните вече Балкански игри, в които побеждава...

## Състав

### Актьорски състав
| Роля                   | Изпълнител                |
|                        | деца                      |
| ---------------------- | ------------------------- |
|                        | Стефан Стоев              |
|                        | Христо Симеонов           |
|                        | Николай Теохаров          |
|                        | Петър Глушков             |
|                        | Мирослав Дилков           |
|                        | Николай Готев             |
|                        | Петър Артарски            |
|                        | Биляна Господинова        |
|                        | Радмила Петрова           |
|                        | Надежда Косева            |
|                        | Асен Коцев                |
|                        | Бисер Дачев               |
|                        | Кирил Петров              |
|                        | в ролите                  |
| Роза, майката на Румен | з. а. Виолета Бахчеванова |
|                        | з. а. Борис Арабов        |
|                        | Любка Петрова             |
|                        | Любен Петров              |
|                        | Дора Златанова            |
|                        | Атанас Воденичаров        |
| Личко                  | Павел Поппандов           |
|                        | Благой Стратев            |
|                        | Светозар Атанасов         |
|                        | Петър Димов               |
| Ники Мурев             | Иван Обретенов            |
| Мурева                 | Кина Мутафова             |
| съседът Костов         | Иван Гайдарджиев          |
|                        | Александър Благоев        |
|                        | Димитър Учкунов           |